# Гастън (окръг, Северна Каролина)
Окръг Гастън (на английски: Gaston County) е окръг в щата Северна Каролина, Съединени американски щати. Площта му е 943 km², а населението – 216 965 души (2016). Административен център е град Гастония.